# لازار لمیچ
لازار لمیچ (انگلیسی: Lazar Lemić؛ ۲۰ سپتامبر ۱۹۳۷ – ۱۶ فوریه ۲۰۱۴) بازیکن فوتبال اهل یوگسلاوی بود.
از باشگاه‌هایی که در آن بازی کرده‌است می‌توان به باشگاه فوتبال فنرباغچه و باشگاه فوتبال ژلیزنیچار سارایوو اشاره کرد.
وی همچنین در تیم ملی فوتبال یوگسلاوی بازی کرده‌است.